# Daniel Gruber
Daniel Gruber (Malles Venosta, 29 novembre 2002) è uno slittinista italiano, specialista dello slittino su pista naturale.

## Palmarès

### Mondiali su pista naturale
- 2 medaglie:
  - 1 oro (gara a squadre a Kühtai 2025)
  - 1 argento (singolo a Kühtai 2025)

### Europei su pista naturale
- 0 medaglie:

### Mondiali juniores su pista naturale
- 2 medaglie:
  - 1 oro (singolo a Valgiovo 2022)
  - 1 argento (singolo a Sankt Sebastian 2020)

### Europei juniores su pista naturale
- 1 medaglia:
  - 1 argento (singolo a Valgiovo 2021)

### Coppa del Mondo su pista naturale

#### Vittorie individuali
- 2 podi:
  - 1 vittoria
  - 1 secondo posto

| Data           | Luogo | Paese  | Disciplina |
| -------------- | ----- | ------ | ---------- |
| 7 gennaio 2024 | Lasa  | Italia | Singolo    |

## Statistiche

### Coppa del Mondo su pista naturale - Singolo
| Stagione | Età | Classifica | Gare | Vittorie | Podi | Punti |
| -------- | --- | ---------- | ---- | -------- | ---- | ----- |
| 2019     | 17  | 54°        | 1    | 0        | 0    | 10    |
| 2020     | 18  | 39°        | 3    | 0        | 0    | 41    |
| 2021     | 19  | 41°        | 1    | 0        | 0    | 13    |
| 2022     | 20  | 37°        | 2    | 0        | 0    | 28    |
| 2023     | 21  | 10°        | 6    | 0        | 0    | 213   |
| 2024     | 22  | 5°         | 6    | 1        | 1    | 394   |
| 2025     | 23  | 12°        | 6    | 0        | 1    | 209   |
|          |     |            |      |          |      |       |
| Totale   | -   | -          | 25   | 1        | 2    | 908   |

### Campionati mondiali su pista naturale
- 2 medaglie – (1 oro, 1 argento)

| Anno | Età | Località     | Singolo | Gara a squadre |
| ---- | --- | ------------ | ------- | -------------- |
| 2021 | 19  | Umhausen     | NQ      | –              |
| 2023 | 21  | Nova Ponente | NQ      | –              |
| 2025 | 23  | Kühtai       | Argento | Oro            |

### Campionati europei su pista naturale
- 0 medaglie

| Anno | Età | Località | Singolo | Gara a squadre |
| ---- | --- | -------- | ------- | -------------- |
| 2024 | 22  | Valgiovo | 4°      | –              |